# Emil Theodor Kocher
Emil Theodor Kocher (Berna, 25 de agosto de 1841 — Berna, 27 de julho de 1917) foi um fisiologista suíço.
Foi agraciado com o Nobel de Fisiologia ou Medicina de 1909, por seus trabalhos em fisiologia, patologia e cirurgia da tiróide.

## Carreira
A convocação de uma cátedra ordinária na Universidade de Berna aos 30 anos foi o primeiro grande passo na carreira de Theodor Kocher. Nos 45 anos em que atuou como professor na universidade, ele supervisionou a reconstrução do famoso Bernese Inselspital, publicou 249 artigos e livros acadêmicos, treinou vários médicos e tratou milhares de pacientes. Ele fez grandes contribuições para as áreas de cirurgia aplicada, neurocirurgia e, especialmente, cirurgia da tireoide e endocrinologia. Por seu trabalho, ele recebeu, entre outras honrarias, o Prêmio Nobel de Fisiologia ou Medicina de 1909. De acordo com Asher, o campo da cirurgia se transformou radicalmente durante a época de Theodore Kocher e as gerações posteriores construirão sobre as bases criadas por Kocher - se um futuro historiador quisesse descrever o estado da cirurgia no início do século 20, ele só precisa mencionar o Livro Didático de Cirurgia Operatória de Kocher.
Três fatores principais contribuíram para o sucesso de Kocher como cirurgião, de acordo com Bonjour (1981). O primeiro fator foi a consequente implementação do tratamento antisséptico de feridas, que evitou a infecção e posterior morte dos pacientes. O segundo fator, de acordo com Erich Hintzsche, foi o monitoramento da anestesia, onde ele usou máscaras especiais e depois usou anestesia local para cirurgia de bócio, o que diminuiu ou removeu os perigos da anestesia. Como terceiro fator, Hintzsche menciona a perda mínima de sangue que Kocher alcançou. Mesmo a menor fonte de sangue durante a cirurgia foi precisamente controlada e inibida por Kocher, inicialmente porque ele pensava que a decomposição do sangue constituiria um risco de infecção para o paciente.

### Início de carreira
Kocher alcançou reconhecimento internacional pela primeira vez com seu método para redefinir um ombro deslocado publicado em 1870. O novo procedimento era muito menos doloroso e seguro do que o procedimento tradicionalmente usado e poderia ser realizado por um único médico. Kocher desenvolveu o procedimento através de seu conhecimento de anatomia. No mesmo período, Kocher também estudou os fenômenos dos ferimentos por bala e como eles podem causar fraturas ósseas. Desses estudos resultou uma palestra pública em 1874 Die Verbesserung der Geschosse vom Standpunkt der Humanitaet (Inglês: A melhoria das balas do ponto de vista da humanidade.) e um manuscrito de 1875 Ueber die Sprengwirkung der modernen Kriegsgewehrgeschosse (Inglês: Sobre o efeito explosivo das balas de rifle de guerra modernas.) Ele mostrou que balas de pequeno calibre eram menos prejudiciais e recomendou o uso de balas com velocidade mais lenta.

### Realocação de Inselspital e escala para Praga
Assim que Kocher se tornou professor, ele queria modernizar as práticas no Bernese Inselspital. Ele notou que o antigo prédio não era suficiente para os padrões modernos e era muito pequeno - metade dos pacientes que procuravam atendimento médico tinha que ser recusada.  Na primavera de 1878, ele visitou várias instituições em toda a Europa para avaliar novas inovações para hospitais e implementá-las, se possível, em Berna. Ele escreveu suas observações em um longo relatório para o governo de Berna, dando instruções até mesmo para detalhes arquitetônicos. Em um discurso em 15 de novembro de 1878, ele informou o público em geral sobre as necessidades prementes de um novo prédio hospitalar. Finalmente, ele usou seu apelo a Praga para pressionar o governo: ele só ficaria em Berna se recebesse 75 leitos no novo prédio ou recebesse dinheiro para aumentar suas instalações no antigo prédio. Finalmente, no inverno de 1884/1885, o novo edifício foi concluído e o Inselspital pôde ser movido.
Na época, Praga tinha a terceira maior clínica universitária do mundo de língua alemã e foi uma grande honra para Kocher quando ele recebeu um chamado como professor para Praga na primavera de 1880. Muitos colegas, especialmente os internacionais, pediram a Kocher que aceitasse, enquanto os médicos e colegas de Berna imploravam para que ele ficasse.  Kocher usou esse apelo para exigir certas melhorias para a clínica universitária do governo de Berna. Eles aceitaram todas as suas exigências, o governo prometeu-lhe começar a construir o novo edifício Inselspital no ano seguinte, aumentou seu crédito para equipamentos cirúrgicos e livros para 1000 francos e aumentou o número de leitos para Kocher no novo Inselspital. Assim, Kocher decidiu ficar e muitos estudantes e profissionais de Berna e da Suíça agradeceram por isso. Ele citou o carinho de seus alunos como um de seus principais motivos para ficar. Os estudantes universitários organizaram uma procissão de tochas em 8 de junho de 1880 em sua homenagem.

### Cirurgia asséptica
Não está claro se Kocher conhecia diretamente Joseph Lister, que foi pioneiro no método anti-séptico (usando meios químicos para matar bactérias), mas Kocher estava em correspondência com ele.  Kocher reconheceu a importância das técnicas assépticas desde o início, apresentando-as a seus colegas em uma época em que isso era considerado revolucionário. Em um relatório hospitalar de 1868, ele atribuiu a menor mortalidade diretamente ao "método anti-séptico de curativo de Lister" e mais tarde, como diretor da clínica, ordenou a adesão estrita ao método anti-séptico.  Bonjour (1981) descreve como seus assistentes estavam preocupados com a infecção da ferida por medo de ter que explicar seu fracasso ao próprio Kocher.  Kocher fez questão de princípio investigar a causa de cada infecção de ferida e remover todas as fontes potenciais de infecção, ele também proibiu os visitantes de suas cirurgias por esse motivo.
Ele publicou vários trabalhos sobre tratamento asséptico e cirurgia.

### Contribuições para a neurocirurgia
Kocher também contribuiu significativamente para o campo da neurologia e neurocirurgia. Nessa área, sua pesquisa foi pioneira e abrangeu as áreas de concussão, neurocirurgia e pressão intracraniana (PIC).  Além disso, investigou o tratamento cirúrgico da epilepsia e do trauma espinhal e craniano. Ele descobriu que, em alguns casos, os pacientes com epilepsia tinham um tumor cerebral que poderia ser removido cirurgicamente. Ele levantou a hipótese de que a epilepsia era causada por um aumento na PIC e acreditava que a drenagem do líquido cefalorraquidiano poderia curar a epilepsia.
O cirurgião japonês Hayazo Ito veio a Berna em 1896 para realizar pesquisas experimentais sobre epilepsia. Kocher estava especialmente interessado na PIC durante a epilepsia induzida experimentalmente e depois que Ito retornou ao Japão, ele realizou mais de 100 cirurgias em pacientes com epilepsia.
O cirurgião americano Harvey Cushing passou vários meses no laboratório de Kocher em 1900, realizando uma cirurgia cerebral e encontrando pela primeira vez o reflexo de Cushing, que descreve a relação entre a pressão arterial e a pressão intracraniana. Kocher mais tarde também descobriu que a craniectomia descompressiva era um método eficaz para diminuir a PIC.
Em seu livro de cirurgia Chirurgische Operationslehre, Kocher dedicou 141 páginas de 1060 páginas à cirurgia do sistema nervoso. Incluía métodos de exploração e descompressão do cérebro.

### Contribuições para a cirurgia da tireoide
A cirurgia da tireoide, que era realizada principalmente como tratamento do bócio com tireoidectomia completa quando possível, era considerada um procedimento arriscado quando Kocher iniciou seu trabalho. Algumas estimativas colocam a mortalidade da tireoidectomia em até 75% em 1872.  De fato, acreditava-se que a operação era uma das operações mais perigosas e, na França, era proibida pela Academia de Medicina da época.  Através da aplicação de métodos cirúrgicos modernos, como tratamento anti-séptico de feridas e minimização da perda de sangue, e o famoso estilo lento e preciso de Kocher, ele conseguiu reduzir a mortalidade desta operação de 18% (em comparação com os padrões contemporâneos) para menos de 0,5% em 1912.  Até então, Kocher havia realizado mais de 5000 excisões da tireoide.  O sucesso dos métodos de Kocher, especialmente quando comparados às operações realizadas por Theodor Billroth, que também realizava tireoidectomias na época, foi descrito por William Stewart Halsted da seguinte forma:
Ponderei sobre a questão por muitos anos e concluo que a explicação provavelmente está nos métodos operatórios dos dois ilustres cirurgiões. Kocher, limpo e preciso, operando de maneira relativamente sem sangue, removeu escrupulosamente toda a glândula tireoide, causando poucos danos fora de sua cápsula. Billroth, operando mais rapidamente e, pelo que me lembro, com menos consideração pelos tecidos e menos preocupação com hemorragia, poderia facilmente ter removido as paratireoides ou pelo menos ter interferido em seu suprimento de sangue e deixado fragmentos da tireoide.

-   William Stewart Halsted, Halstead WS. A história operativa do bócio. Johns Hopkins Hosp Rep 1919; 19:71–257. – Citado em Morris et al.
Kocher e outros descobriram mais tarde que a remoção completa da tireoide poderia levar ao cretinismo (denominado caquexia strumipriva por Kocher) causado por uma deficiência de hormônios tireoidianos. O fenômeno foi relatado a Kocher pela primeira vez em 1874 pelo clínico geral August Fetscherin e mais tarde em 1882 por Jacques-Louis Reverdin junto com seu assistente Auguste Reverdin (1848–1908).  Reverdin conheceu Kocher em 7 de setembro em Genebra no congresso internacional de higiene (internationaler Hygienekongress) e expressou suas preocupações sobre a remoção completa da tireoide para Kocher.  Kocher então tentou entrar em contato com 77 de seus 102 ex-pacientes e encontrou sinais de decadência física e mental nos casos em que ele havia removido completamente a glândula tireoide.  Ironicamente, foi sua cirurgia precisa que permitiu a Kocher remover a glândula tireoide quase completamente e levou aos graves efeitos colaterais do cretinismo.
Kocher chegou à conclusão de que uma remoção completa da tireoide (como era comum realizar na época porque a função da tireoide ainda não estava clara) não era aconselhável, uma descoberta que ele tornou pública em 4 de abril de 1883 em uma palestra para a Sociedade Alemã de Cirurgia e também publicada em 1883 sob o título Ueber Kropfexstirpation und ihre Folgen (Inglês: Sobre tireoidectomias e suas consequências).  Reverdin já havia tornado suas descobertas públicas em 13 de setembro de 1882 e publicou mais artigos sobre este tópico em 1883; ainda assim, Kocher nunca reconheceu a prioridade de Reverdin nesta descoberta. Na época, as reações à palestra de Kocher foram mistas, algumas pessoas afirmaram que bócio e cretinismo eram estágios diferentes da mesma doença e que o cretinismo teria ocorrido independentemente da remoção da tireoide nos casos descritos por Kocher.  A longo prazo, no entanto, essas observações contribuíram para uma compreensão mais completa da função tireoidiana e foram uma das primeiras dicas de uma conexão entre a tireoide e o cretinismo congênito. Essas descobertas finalmente permitiram terapias de reposição hormonal da tireoide para uma variedade de doenças relacionadas à tireoide.

### Outras contribuições para a ciência
Kocher publicou trabalhos sobre vários assuntos além da glândula tireoide, incluindo hemostasia, tratamentos anti-sépticos, doenças infecciosas cirúrgicas, ferimentos por arma de fogo, osteomielite aguda, teoria da hérnia estrangulada e cirurgia abdominal. O dinheiro do Prêmio Nobel que recebeu o ajudou a estabelecer o Instituto Kocher em Berna.
Vários instrumentos (por exemplo, o craniômetro e técnicas cirúrgicas (por exemplo, a manobra de Kocher e a incisão de Kocher) são nomeados em sua homenagem, bem como a síndrome de Kocher-Debre-Semelaigne. A manobra de Kocher ainda é uma prática padrão em ortopedia. Kocher também é creditado pela invenção em 1882 do grampo cirúrgico de Kocher, que ele usou para prevenir a perda de sangue durante a cirurgia.
Uma de suas principais obras, Chirurgische Operationslehre (Livro Didático de Cirurgia Operatória), foi publicada em seis edições e traduzida para vários idiomas.
Durante sua vida, Kocher publicou 249 artigos e livros e orientou mais de 130 doutorandos.  Ele foi reitor da universidade em 1878 e 1903.  Ele foi presidente da associação de médicos suíços e de Berna e co-fundou a sociedade suíça de cirurgia em 1913 e se tornou seu primeiro presidente.
Em 1904 ou 1905, ele construiu uma clínica particular chamada "Ulmenhof", que tinha espaço para 25 pacientes. Aqui, Kocher atendia aos pacientes mais ricos, que em muitos casos eram internacionais. Ele também tratou a esposa de Lenin, Nadezhda Krupskaya e operou-a em Berna (em 1913).

## Trabalhos
Durante sua vida, Kocher publicou 249 artigos e livros e orientou mais de 130 doutorandos. O seguinte é uma lista incompleta de suas obras mais importantes:
- Die antiseptische Wundbehandlung (tratamento anti-séptico de feridas; 1881)
- Vorlesungen über chirurgische Infektionskrankheiten (Conferências sobre infecções cirúrgicas; 1895)
- Chiruigische Operationslehre (1894; em inglês: Textbook of Operative Surgery, 2 vols., 1911)